# Marc Tardieu
 (décembre 2019).
Marc Tardieu (né à Paris en 1959) est un écrivain français.

## Biographie
Né dans le quartier de Belleville à Paris en 1959, Marc Tardieu est l'auteur de nombreux ouvrages littéraires (romans, essais, documents, biographies, livres d'entretiens...).
Il a été directeur de la collection « Gens d'ici et d'ailleurs » aux éditions du Rocher jusqu'en 2007.
Il a obtenu le prix du meilleur roman historique de la ville de Waterloo et prix Belgique-Loisirs 2014 pour son roman Madame de Saint-Malo ou la Fidélité, publié aux éditions Pascal Galodé.
Il est aussi membre du jury du prix Arverne depuis sa création en 2007,.